# Geunyang saranghaneun sa-i
Geunyang saranghaneun sa-i (그냥 사랑하는 사이?, lett. "Semplicemente una relazione d'amore"; titolo internazionale Rain or Shine, conosciuta anche come Just Between Lovers) è una serie televisiva sudcoreana trasmessa su JTBC dall'11 dicembre 2017 al 30 gennaio 2018.

## Trama
Ha Moon-soo e Lee Kang-doo sono tra i sopravvissuti al crollo del 2005 del supermercato S Mall, nel quale hanno perso rispettivamente la sorella minore e il padre. Dodici anni dopo, Moon-soo realizza plastici per garantire la sicurezza strutturale degli edifici e viene assunta dallo studio d'architettura Seowon per occuparsi di quello del nuovo complesso che sarà edificato sul lotto della tragedia. Kang-doo si fa invece assumere come operaio al cantiere edile, e lui e la ragazza si ritrovano in seguito a lavorare al progetto per il memoriale delle vittime.

## Personaggi
- Lee Kang-doo, interpretato da Lee Jun-ho e Nam Da-reum (da adolescente)
- Ha Moon-soo, interpretata da Won Jin-ah e Park Si-eun (da adolescente)
- Seo Joo-won, interpretato da Lee Ki-woo
Architetto dello studio Seowon, suo padre progettò l'S Mall.
- Jung Yoo-jin, interpretata da Kang Han-na
Ex fidanzata di Joo-won, che lasciò su richiesta della madre di lui quando lei e il ragazzo diventarono fratellastri.
- Lee Jae-young, interpretata da Kim Hye-joon
Sorella minore di Kang-doo, medico.
- Ma-ri, interpretata da Yoon Se-ah
Amica di Kang-doo da quando, molti anni prima, lui la salvò da una relazione violenta, gestisce un locale.
- Ahn Sang-man, interpretato da Kim Kang-hyun
Miglior amico di Kang-doo, sua madre è proprietaria dell'ostello dove il ragazzo vive.
- Jung Seok-hee, interpretata da Na Moon-hee
Ex usuraia, per Kang-doo è come una nonna.
- Yoon-ok, interpretata da Yoon Yoo-sun
Madre di Moon-soo, proprietaria di un salone di parrucchiere e di un bagno pubblico per sole donne.
- Ha Dong-chul, interpretato da Ahn Nae-sang
Padre di Moon-soo, dopo il crollo dell'S Mall ha smesso di guidare i camion e ha aperto un locale di gimbap e guksu.
- Ha Yeon-soo, interpretata da Han Seo-jin
Sorella minore defunta di Moon-soo e aspirante attrice.
- Kim Wang-jin, interpretata da Park Hee-von
Miglior amica di Moon-soo proveniente da una famiglia ricca, è costretta su una sedia a rotelle dopo un incidente in moto e disegna webtoon.
- Jin Young, interpretato da Kim Min-kyu
 Assistente di Wan-jin.
- Amica di Yoon-ok, interpretata da Kim Nam-jin
- Madre di Joo-won, interpretata da Nam Gi-ae
- Jung Yoon-taek, interpretato da Tae In-ho
Fratello maggiore di Yoo-jin e proprietario dell'impresa edile che si occupa della ricostruzione.
- Moglie di Yoon-taek, interpretata da Im Sung-eon
- So-mi, interpretata da Park Gyu-young
Collega di Moon-soo allo studio Seowon, ha una cotta per Joo-won.
- Choi Sung-jae, interpretato da Hong Kyung
Primo amore di Moon-soo, morto nel crollo.

## Ascolti
| Episodio | Data di trasmissione | Dati AGB | Dati TNMS |
| -------- | -------------------- | -------- | --------- |
| 1        | 11 dicembre 2017     | 2,409%   | 2,3%      |
| 2        | 12 dicembre 2017     | 1,924%   | 1,6%      |
| 3        | 18 dicembre 2017     | 1,936%   | 2,2%      |
| 4        | 19 dicembre 2017     | 2,061%   | 1,8%      |
| 5        | 25 dicembre 2017     | 1,635%   | 1,9%      |
| 6        | 26 dicembre 2017     | 1,625%   | 1,8%      |
| 7        | 1 gennaio 2018       | 1,678%   | 1,7%      |
| 8        | 2 gennaio 2018       | 1,304%   | 1,7%      |
| 9        | 8 gennaio 2018       | 1,685%   | 1,5%      |
| 10       | 9 gennaio 2018       | 1,978%   | 1,8%      |
| 11       | 15 gennaio 2018      | 1,436%   | 1,8%      |
| 12       | 16 gennaio 2018      | 1,796%   | 1,8%      |
| 13       | 22 gennaio 2018      | 1,263%   | 2,2%      |
| 14       | 23 gennaio 2018      | 1,686%   | 1,9%      |
| 15       | 29 gennaio 2018      | 1,500%   | 1,8%      |
| 16       | 30 gennaio 2018      | 2,011%   | 2,2%      |
| Media    | Media                | 1,745%   | 1,9%      |

## Colonna sonora
1. I Open My Eyes – Zitten
2. Aurora (오로라) – Kim Savina & Drones feat. Kim Kyung-hee
3. I Just Miss You (그냥 보고싶은 사이) – Ra.D
4. You Did That To Me That Day (넌 그렇게 그날 내게로) – Lee Si-eun
5. Stand By Me (있어줘) – Lee Chang-min
6. What Do You Need To Say (어떤 말이 필요하니) – Lee Jun-ho
7. Where We – Ryu Ji-hyun, Kim Kyung-hee (April 2nd)
8. That Day's Sky (그날의 하늘)
9. My Grandmother (나의 할머니)
10. Bus Stop (버스 정류장)
11. The Meaning of Family (가족의 의미)
12. Mother's Footprint (엄마의 발자국)
13. I'm Sorry, Thank You (미안해 고마워)
14. Listen To The Sound of My Heart (내 마음의 소리를 들어봐)

## Riconoscimenti
| Anno | Premio               | Categoria             | Ricevente  | Risultato       |
| ---- | -------------------- | --------------------- | ---------- | --------------- |
| 2018 | Baeksang Arts Awards | Miglior nuova attrice | Won Jin-ah | Candidato/a     |
| 2018 | APAN Star Awards     | Miglior nuova attrice | Won Jin-ah | Vincitore/trice |
| 2018 | The Seoul Awards     | Miglior nuova attrice | Won Jin-ah | Candidato/a     |